# 崔善姫
崔 善姫（チェ・ソニ、チェ・ソンヒ、朝鮮語: 최선희、1964年8月10日 - ）は、朝鮮民主主義人民共和国の外交官、政治家。朝鮮労働党中央委員会政治局委員、最高人民会議外交委員会委員、外務相。

## 略歴
政務院総理を務めた崔永林の長女(養女という説あり）。オーストリア・マルタ・中華人民共和国などに留学した後、1980年代半ばに北朝鮮外務省入り。2009年8月にアメリカのビル・クリントン元大統領が平壌を訪問した際に通訳を担当して表舞台に立った。2010年10月に外務省米州局副局長に就任。
2016年には6カ国協議に関連して北朝鮮次席代表として中国を訪問した。同年北朝鮮外務省の北米局長に昇格した。
2017年1月にドナルド・トランプが大統領に就任したことを受け、元アメリカ政府の当局者らなどと意見交換するためにニューヨークを訪れるべく調整が進められていたが、2月13日に金正男がマレーシアで殺害される事件が発生。最終的にアメリカがビザの発給を却下し、初訪米はならなかった。しかし同年5月8日から9日にノルウェーのオスロを訪問し、現地でアメリカ元政府高官らと非公式の接触を行っている。
2017年9月、北朝鮮核問題に関し国際連合総会の演説を通じてアメリカと北朝鮮が批難合戦を行っている中、ロシアからの招請を受けてモスクワを訪問した。同年10月にもモスクワを訪れ、アメリカのウェンディ・ルース・シャーマン前国務次官（政治担当）、金杉憲治外務省アジア大洋州局長らとともに核不拡散に関する国際会議に出席。日朝局長協議はなされないとされたものの、金杉局長と複数回接触し、メッセージを伝えられたとする。2017年11月のトランプ大統領訪中からは中国の仲介でトランプ政権と米朝協議を行ったとされる。
2018年3月、降格されたアメリカ担当の韓成烈次官の後任ないし対米交渉に詳しい金桂官第1次官の体調不良に対応するための人事として、外務次官に昇格したことが正式に発表された。
2018年5月、中国の大連で習近平総書記と会談した金正恩朝鮮労働党委員長の訪中に同行した。同年3月の北京への金正恩委員長の初訪中の際は同行してなかったため、2018年米朝首脳会談前の準備調整ともされる。また同月24日、アメリカのマイク・ペンス副大統領が北朝鮮の行方について「リビアの二の舞」と発言したことに対し「許容できない」として反論したが、タイミング的に翌25日にアメリカ側から発表された米朝会談中止の判断材料の一つとなった。
2019年2月27日から28日にベトナムにて行われた米朝首脳会談に同行。両首脳の合意無き会談が終了後、アメリカ側の代表団が引き揚げる直前まで調整役を務めた。また李容浩外相とともに終了後の記者会見に臨み、北朝鮮側が行った提案と要求について、アメリカ側の発表内容についての反論を交えながら説明を行った。
金正恩に近い存在とされ、米朝交渉のキーマンとして報道されることがある。
2019年4月10日の党中央委員会総会で党中央委員会委員に選出され、翌11日の第14期最高人民会議第1回会議で、朝鮮民主主義人民共和国国務委員会委員と最高人民会議外交委員会委員に選出された。また外務次官から第一外務次官に昇格した。
2021年9月29日に開催された最高人民会議第14期第5回会議にて、朝鮮民主主義人民共和国国務委員会委員から召還された。
2022年6月8 - 10日に開催された朝鮮労働党中央委員会拡大総会にて外務相への就任が決定し、11日に朝鮮中央通信が伝えた。
2023年9月上旬に行われた朝鮮人民軍海軍の新型SLBM搭載潜水艦「金君玉英雄艦」の進水式（金正恩以下党・政府・軍の幹部らが出席）にて支綱切断と船体にシャンパンの瓶を叩きつけて割る役を務めたが、北朝鮮では一般人が同様の行為を行うことを「迷信」として厳しく取り締まっているため、最高指導者の面前でこのような行為を行ったことが物議を醸していると報じられた。
北朝鮮は2024年12月23日～12月27日に開いた朝鮮労働党中央委員会総会で、崔善姫外相と李永吉軍総参謀長を党中央委員会の政治局委員にあてる人事を発表した。